# Crab Day
Crab Day — четвёртый студийный альбом уэльсской певицы и продюсера Cate Le Bon (Cate Timothy) из Бостона, изданный 15 апреля 2016 года на лейблах Drag City, Turnstile Music и Caroline International.

## История
Альбом был спродюсирован Джосайей Стейнбриком и Ноа Джорджесоном и записан в Panoramic House, особняке на вершине холма в прибрежном городе Стинсон-Бич, Калифорния. К релизу альбома художник Фил Коллинз приурочил короткометражный фильм, снятый в Берлине.
После опыта работы с американским музыкантом Тимом Пресли в проекте DRINKS Ле Бон изменила свой метод работы. Она создавала короткие демо-записи и использовала различные инструменты. Лирика писалась уже после завершения работы над музыкой. Она описала этот процесс так: «Песни были нарисованы в моей голове, у меня были вокальные мелодии, но не тексты». Когда песни были разработаны, они репетировались в течение пяти дней вместе со Стивеном Блэком (бас), Х. Хоклайном (гитара) и Стеллой Мозгавой (барабаны). Когда Ле Бон пришла в студию, запись проходила в течение пяти дней, после чего она закончила вокал и овердаб. Затем последовал процесс выбора песен и порядка работы над альбомом.

## Отзывы
| Совокупная оценка    | Совокупная оценка |
| Источник             | Оценка            |
| -------------------- | ----------------- |
| Metacritic           | 75/100            |
| Оценки критиков      |                   |
| Источник             | Оценка            |
| AllMusic             | [ 5 ]             |
| Consequence of Sound | B−                |
| DIY                  | [ 7 ]             |
| Drowned in Sound     | 7/10              |
| The Guardian         | [ 9 ]             |
| musicOMH             | [ 10 ]            |
| The New York Times   | (favorable)       |
| NME                  | 3/5               |
| Pitchfork            | 8.1/10            |
| Under the Radar      | [ 14 ]            |

Альбом получил положительные отзывы музыкальной критики и интернет-изданий. На сайте Metacritic, который присваивает средневзвешенную оценку из 100 баллов рецензиям ведущих изданий, альбом получил средний балл 75, основанный на 21 рецензиях.
Лора Снейпс из Pitchfork Media дала альбому положительную рецензию, заявив: «Crab Day — это путешествие в сомнения, ведомое тошнотворным компасом, и главарь, готовый застолбить за собой неопределённую территорию. Ле Бон всегда держит вас в догадках, заставляя старые традиции гитарно-ориентированного рока также чувствовать себя произвольными. Её нервные оценки мира наполнены в равной степени напряжённостью и сердечностью, а также прекрасными задорными риффами, в которых ощущение истерзанности неопределённостью складывается в странное утешительное лоскутное одеяло».

### Итоговые списки
| Публикация  | Список             | Год  | Ранг |
| ----------- | ------------------ | ---- | ---- |
| Rough Trade | Albums of the Year | 2016 | 89   |

## Список композиций
Слова и музыка всех песен — Cate Le Bon.
| №  | Название            | Длительность |
| -- | ------------------- | ------------ |
| 1. | «Crab Day»          | 3:51         |
| 2. | «Love Is Not Love»  | 3:03         |
| 3. | «Wonderful»         | 2:38         |
| 4. | «Find Me»           | 2:53         |
| 5. | «I'm a Dirty Attic» | 3:08         |

| №                   | Название                       | Длительность |
| ------------------- | ------------------------------ | ------------ |
| 6.                  | «I Was Born on the Wrong Day»  | 2:19         |
| 7.                  | «We Might Revolve»             | 3:49         |
| 8.                  | «Yellow Blinds, Cream Shadows» | 4:04         |
| 9.                  | «How Do You Know?»             | 3:27         |
| 10.                 | «What's Not Mine»              | 7:26         |
| Общая длительность: | Общая длительность:            | 36:38        |